# رهينة

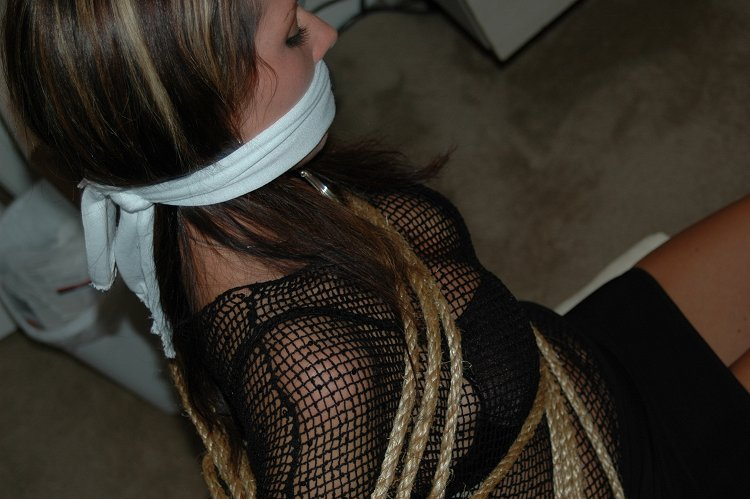
امرأة تم احتجازها كرهينة ووضع قماش على فمها لمنعها من الكلام وربطها إلى كرسي

الرهينة هو شخص يتم احتجازه سجينا بقصد الإجبار على الإيفاء باتفاق أو طلب، وقد تقتل الرهينة، إذا لم ينفذ هذا الاتفاق أو الطلب. يحتجز خاطفو طائرة ما ركاب الطائرة وملاحيها رهائن، ليحصلوا على فدية، أو لينقلوا إلى مكان آمن. وقد يحتجز الإرهابيون رهائن، ليطلبوا من الحكومة اتخاذ إجراء محدد.
انتشر مصطلح رهينة في العراق بعد الغزو الأمريكي للعراق عام 2003، حيث قامت بعض الجماعات المسلحة العراقية باختطاف من يعمل أو يساعد أو يمول وجود القوات الأمريكية في العراق.